# Écuélin
Écuélin és un municipi francès, situat a la regió dels Alts de França, al departament del Nord. L'any 2006 tenia 110 habitants.

## Demografia
| 1962                                       | 1968 | 1975 | 1982 | 1990 | 1999 |
| ------------------------------------------ | ---- | ---- | ---- | ---- | ---- |
| 111                                        | 123  | 102  | 115  | 124  | 120  |
| Des de 1962: població sense dobles comptes |      |      |      |      |      |

## Administració
| Període | Identitat       | Partit |
| ------- | --------------- | ------ |
| 2001-   | Françoise Piret |        |